# Q拉卡多项式
Q拉卡多项式是以基本超几何函数定义的多项式：
{\displaystyle p_{n}(q^{-x}+q^{x+1}cd;a,b,c,d;q)={}_{4}\phi _{3}\left[{\begin{matrix}q^{-n}&abq^{n+1}&q^{-x}&q^{x+1}cd\\aq&bdq&cq\\\end{matrix}};q;q\right]}

## 极限关系
Q拉卡多项式→双q哈恩多项式；
在Q拉卡多项式中令{\displaystyle \beta =0}以及{\displaystyle \alpha {q}=q^{-N}},即得双q哈恩多项式：
{\displaystyle R_{n}(\mu (x);q^{-N-1},0,\gamma ,\delta |q)=R_{n}(\mu (x);\gamma ,\delta ,N|q)}
令Q拉卡多项式中{\displaystyle a=b},{\displaystyle cq=q^{-N}} 即得双Q克拉夫楚克多项式

## 图集
|  |  |  |

|  |  |  |